# Montevergine (film)
Pour les articles homonymes, voir Montevergine.
Pour plus de détails, voir Fiche technique et Distribution.
Montevergine (connu également sous le titre La grande luce) est un film dramatique italien réalisé par Carlo Campogalliani, sorti en 1939.

## Synopsis
Parce qu'il a été accusé à tort d'un meurtre qu'il n'a pas commit et sans témoin valide pour l'innocenter, un forgeron s’échappe en Argentine. Plus tard, libre de rentrer chez lui, une femme l’accuse à son tour d'être à la tête d'un trafic de drogue.

## Fiche technique
- Titre : Montevergine
- Titre alternatif: La grande luce
- Réalisation : Carlo Campogalliani
- Scénario : Carlo Campogalliani, Vittorio Malpassuti (it), Guido Paolucci
- Photographie : Ugo Lombardi (it)
- Montage : Ignazio Ferronetti
- Musique : Franco Casavola, Mario Ruccione
- Décors : Camillo Del Signore
- Costumes : Marina Arcangeli
- Producteur : Tullo Taormina
- Société de production : Diana Film S.p.a.
- Pays de production :  Royaume d'Italie
- Format : Noir et blanc — 35 mm — 1,37:1 — Son : Mono
- Genre : Film dramatique
- Durée : 88 minutes (1 h 28)
- Date de sortie :
  - Royaume d'Italie : 4 mai 1939

## Distribution
- Amedeo Nazzari : Rocco Moretti
- Leda Gloria : Sabina
- Enzo Biliotti : Don Rodolfo
- Elsa De Giorgi : Carmencita
- Carlo Duse : Pietro Verdesi
- Lauro Gazzolo : Bartolomeo
- Giovanni Grasso : Pasquale
- Giulio Tempesti : le président de la cour d'assise
- Renato Chiantoni (it) : Andrea Lori
- Giovanni Dolfini (en) : Gennaro, l'aubergiste
- Andrea Checchi : Alberto
- Nando Bruno : Francesco
- Umberto Sacripante : Memmo, le sourd-muet
- Amina Pirani Maggi : la signora Maria
- Vandina Guglielmi : la petite Lucia
- Emilio Petacci : Guglielmi
- Giovanni Onorato : l'agent des douanes
- Aedo Galvani : un agriculteur
- Carmen Benamor : la danseuse
- Diana di San Marino
- Eugenio Duse : Gonzales
- Stefania Fossi
- Marcella Grandi
- Lia Lauri
- Nera Novella
- Dria Paola
- Mary Cleo Tarlarini

## Récompenses et distinctions
- 1939 : Coupe du PNF à la Mostra de Venise